# Полтавский нефтяной геологоразведочный техникум
Полтавский колледж нефти и газа Полтавского национального технического университета имени Юрия Кондратюка (укр. Полтавський коледж нафти і газу Полтавського національного технічного університету імені Юрія Кондратюка) — учебное заведение первого уровня аккредитации в Полтаве на Украине.
Коледж занимается подготовкой специалистов следующих специализаций:
- бурение скважин;
- эксплуатация нефтяных и газовых скважин;
- эксплуатация газонефтепроводов и газонефтехранилищ;
- разведка нефтяных и газовых месторождений;
- обслуживание и ремонт оборудования нефтяных и газовых промыслов, механики;
- делопроизводство.

Основан в 1967 году. Вначале было только две специальности: «Бурение нефтяных и газовых скважин» и «Геология и разведка нефтяных и газовых месторождений». Первоначально располагался в здании на Первомайском проспекте, а позже переехал на улицу Совнаркомовскую, позже переименованную в Грушевского.
В техникуме расположен единственный в Полтаве геологический музей.